# مزاعم سوء السلوك الجنسي في وستمنستر 2017

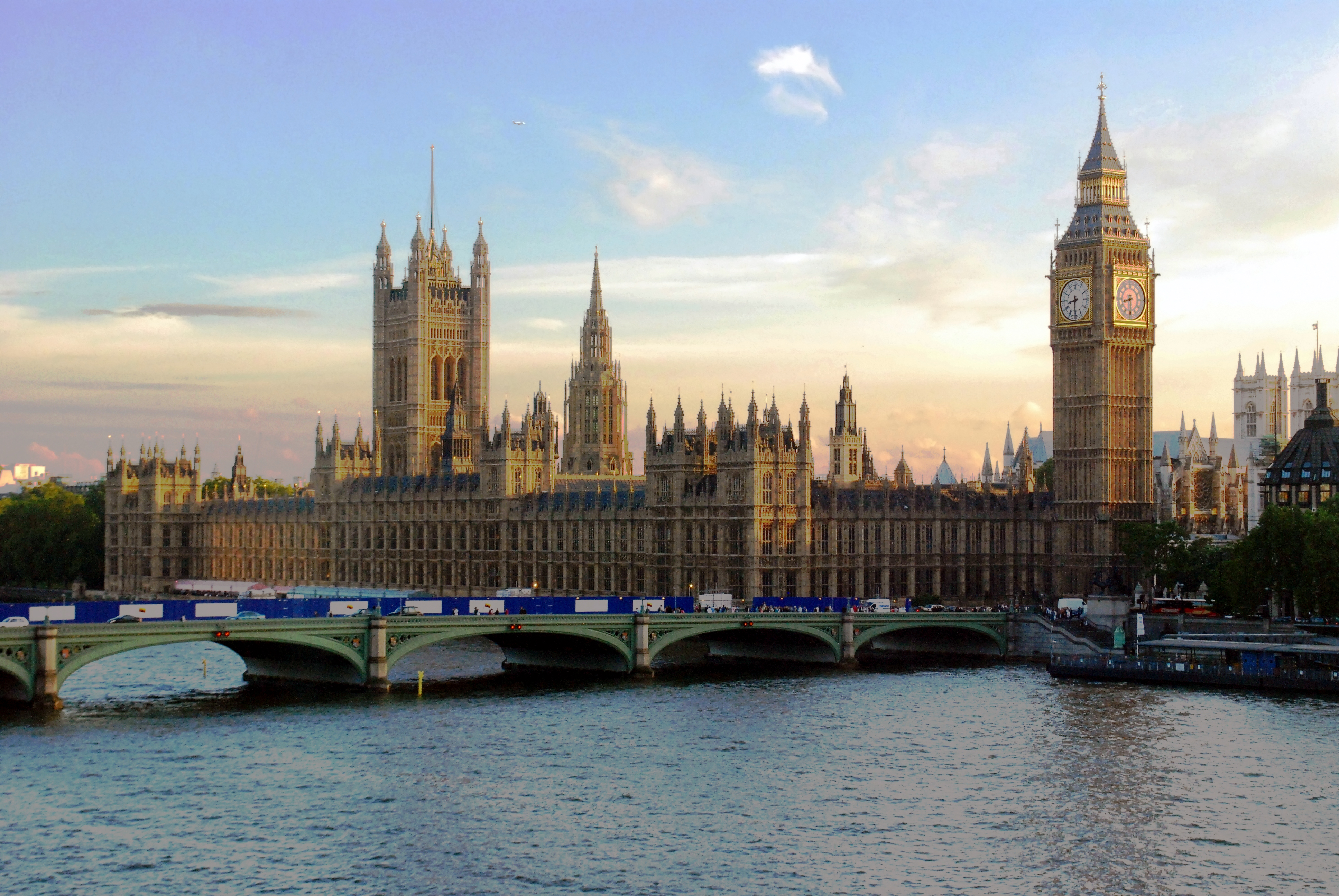
قصر وستمنستر ، مقر البرلمان البريطاني، حيث أثيرت الفضائح

ظهرت سلسلة من الادعاءات بشأن تورط سياسيين بريطانيين في قضايا تحرش واعتداء جنسي في أكتوبر ونوفمبر 2017. تم إثارتها من خلال المناقشات بين الموظفين العاملين في برلمان المملكة المتحدة في وستمنستر في أعقاب مزاعم هارفي وينشتاين بشأن الاعتداء الجنسي في هوليوود في وقت سابق من أكتوبر، وما تلاه من صعود لحركة #MeToo ، لكنها انتشرت أكثر لتغطية جميع الأحزاب السياسية الرئيسية، بما في ذلك الشخصيات السياسية خارج وستمنستر.
كتبت رئيسة الوزراء تيريزا ماي إلى رئيس مجلس العموم، جون بيركو، تطلب مساعدته في إنشاء «خدمة وساطة على مستوى المنزل» مدعومة بـ «إجراء تظلم ملزم تعاقديًا» يكون متاحًا لجميع أعضاء البرلمان. كما ذكرت ماي أن الإجراءات التأديبية الحالية في مجلس العموم تتطلب إصلاحًا عاجلاً، لأنها تفتقر إلى الصرامة.
تم نشر جدول بيانات مزاعم ارتكاب مخالفات جنسية مختلفة من قبل نواب محافظين - مدرج إلى جانب الأفعال التوافقية - في شكل منقح من قبل Guido Fawkes جيدو فوكس في 30 أكتوبر 2017. وقدمت تفاصيل شكاوى ضد 36 نائباً فردياً. وقيل إن الشكاوى قد تم جمعها من قبل مساعدين يعملون لصالح البرلمانيين المعنيين. ووصفت المحررة السياسية في بي بي سي آنذاك لورا كوينزبرغ القائمة بأنها تحتوي على «مزيج من الادعاءات البغيضة وتقارير عن علاقات معروفة وبعض المزاعم التي تم نفيها بشدة. .ولا توجد طريقة لمعرفة مدى صحة هذا الأمر بصراحة».
في فبراير 2020، تم فحص الادعاءات السابقة في تقرير صادر عن تحقيق مستقل في الاعتداء الجنسي على الأطفال، زعم أن كلا من النواب والشرطة قد غضوا الطرف لسنوات.

## مزاعم حزب المحافظين

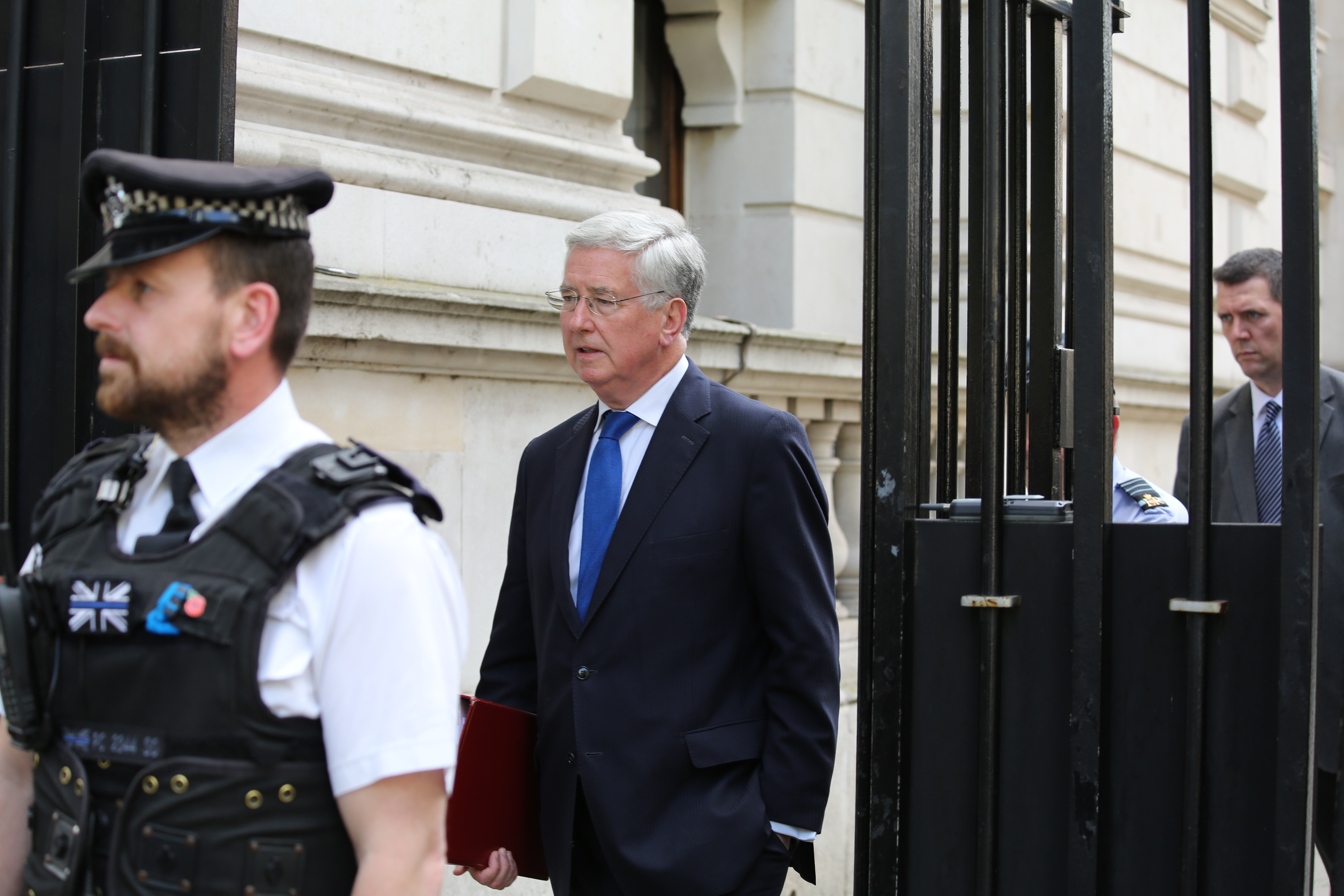
استقال السير مايكل فالون في 1 نوفمبر 2017

- استقال مايكل فالون، وزير الدولة للدفاع، في 1 تشرين الثاني (نوفمبر) 2017 لأن سلوكه تجاه النساء «كان قاصرًا» في السابق. وقال لبي بي سي: «الثقافة تغيرت على مر السنين. من الواضح أن ما كان يمكن أن يكون مقبولاً قبل 10 أو 15 عاماً غير مقبول الآن».
- ذكرت صحيفة ديلي تلغراف (28 أكتوبر 2017) أن ستيفن كراب، وزير الدولة السابق للعمل والمعاشات التقاعدية، أرسل رسائل نصية موحية جنسيًا إلى امرأة شابة كان قد قابلها لشغل منصب في مكتبه البرلماني الذي قال "بشكل أساسي" تصل إلى حد الخيانة ".
- اعترف مارك غارنييه، وكيل الوزارة البرلماني للتجارة الدولية، في 29 أكتوبر / تشرين الأول 2017، بالاتصال بمساعدته كارولين إدموندسون «بزاز السكر» وطلب منها شراء ألعاب جنسية لزوجته وأحد ناخبيها في عام 2010. .
- تم ذكر كل من دومينيك راب وروري ستيوارت في جدول البيانات، ونفى كلاهما مزاعم المخالفات في 1 نوفمبر 2017. قال راب إن الادعاءات بأنه تورط في سلوك مسيء جنسيًا أو تحرش بأي شخص كانت «كاذبة وخبيثة» وذكر أن الادعاءات الواردة في جدول البيانات «يجب أن تؤخذ على محمل الجد». .
- في 4 نوفمبر 2017، اتُهم كريس بينشر، المراقب المالي للأسرة، بالاعتداء الجنسي من قبل النائب العمالي السابق توم بلينكينسوب، وقدم المجدف الأولمبي السابق أليكس ستوري ادعاءات بأن بينشر قد تقدم تجاهه بطريقة جنسية غير مرغوب فيها. في وقت لاحق من ذلك اليوم، استقال بينشر من منصبه كمراقب مالي.
- في 5 نوفمبر 2017، تمت إحالة دان بولتر ودانييل كاوتشينسكي إلى لجنة الانضباط التابعة لحزب المحافظين بعد مزاعم بسوء السلوك الجنسي.
- داميان جرين، وزير الدولة الأول ووزير مكتب مجلس الوزراء، اتُهم بالتحرش الجنسي بسلوك الناشطة المحافظة.
- تم تعليق تشارلي إلفيك، عضو البرلمان عن دوفر ومفوض اللورد السابق للخزانة، من حزب المحافظين في نوفمبر 2017 بعد إحالة «مزاعم خطيرة» ضده إلى الشرطة. وقالت إلفيك: «لست على علم بما هي الادعاءات المزعومة وأنكر ارتكاب أي مخالفات».